# Giulia e Giulia
Giulia e Giulia, conocida como Julia y Julia en España y Las dos vidas de Julia en Latinoamérica, es una película de drama y suspenso de 1987, dirigida por Peter del Monte y protagonizada por Kathleen Turner, Sting y Gabriel Byrne.

## Argumento
Julia, una joven estadounidense, queda viuda durante la luna de miel debido a un trágico accidente. Seis años más tarde, encuentra la fuerza para volver a Trieste, un lugar de memoria y esperanzas frustradas. En un intento por recuperar parte de su vida como una joven novia comienza a vivir una división dolorosa entre la realidad y la imaginación, entre lo que es y lo que podría haber sido. La mente de Julia, cada vez más molesto, se pierde una intersección confuso de los acontecimientos y las posibilidades que conducen a la muerte y más tarde renunció a su régimen de aislamiento en una clínica psiquiátrica.

## Reparto
| Actor             | Personaje      |
| ----------------- | -------------- |
| Kathleen Turner   | Julia          |
| Gabriel Byrne     | Paolo          |
| Sting             | Daniel         |
| Gabriele Ferzetti | Padre de Julia |
| Angela Goodwin    | Madre de Julia |
| Lidia Brocolino   | Carla          |
| Norman Mozzato    | Luigi          |
| Yorgo Voyagis     | Goffredo       |